# Río Carcarañá (Schiff)
Die Río Carcarañá war ein 1962 gebautes Frachtschiff der Reederei Empresa Líneas Marítimas Argentinas. Während des Falklandkrieges 1982 nutzte die Armada Argentina das Schiff als Versorger. Es wurde am 23. Mai 1982 von der Royal Navy versenkt.

## Bau und technische Daten
Das Frachtschiff war eines von sechs Schwesterschiffen, die die Empresa Líneas Marítimas Argentinas Ende der 1950er Jahre bei der jugoslawischen Werft Brodogradiliste 3 Maj bestellte (Río Colorado, Río Corrientes, Lago Lácar, Lago Traful, Lago Nahuel Huapi). Auf der Werft in Rijeka erfolgte die Kiellegung des Schiffes unter der Baunummer 477. Beim Stapellauf am 19. Februar 1961 erhielt es den Namen Río Carcarañá nach dem gleichnamigen Fluss Río Carcarañá in Zentralargentinien. Im folgenden Jahr, lieferte die Werft das Schiff an den Auftraggeber ab.
Ihre Länge betrug 157,18 Meter, sie war 20,35 Meter breit und wies einen Tiefgang von 8,20 Metern auf. Ihre Tonnage betrug 8482 BRT und 6464 NRT bei einer Tragfähigkeit von 10430 Tonnen. Der Antrieb bestand aus einem Neunzylinder-Fiat-Dieselmotor, Modell C759S, der 10300 PS erzeugte und auf eine Schraube wirkte. Damit erreichte das Schiff eine Geschwindigkeit von 17,5 Knoten. Die Besatzung bestand aus 53 Mann, für Passagiere standen zwölf Plätze zur Verfügung.

## Geschichte
Die Indienststellung der Río Carcarañá verzögerte sich, da nach einem Brand das Schiff zunächst repariert werden musste. Nach Ablieferung an die Empresa Líneas Marítimas Argentinas  registrierte die Reederei das Schiff an ihrem Sitz in Buenos Aires als Heimathafen. Während der gesamten Betriebsdauer war das Schiff ausschließlich für diese Reederei in Fahrt. Über die Geschichte der Río Carcarañá liegen lediglich bruchstückhafte Informationen vor. Die Reederei setzte das Schiff in der weltweiten Fahrt ein, um argentinische Produkte zu exportieren. Als Ziele sind europäische Häfen wie Belfast, Southampton und Hamburg über Fotodokumente gesichert.
Ein schwerwiegender Zwischenfall in der Geschichte des Schiffes fand am 11. März 1970 statt, als die Río Carcarañá an der deutschen Nordseeküste das Feuerschiff Elbe 1 im Nebel rammte. Das Feuerschiff konnte nur knapp vor dem Sinken bewahrt werden. 1982 hatte das Schiff das Ende der kommerziellen Nutzung erreicht und wurde von der Reederei im Hafen von Buenos Aires aufgelegt.
Zum Falklandkrieg wurde die Río Carcarañá reaktiviert, neben einer zivilen Besatzung zusätzlich mit Soldaten bemannt und von der Marine für Transportaufgaben herangezogen. Am 22. April verließ sie Buenos Aires und traf am 25. April mit Waffen und Armeeversorgungsgütern für die Zehnte Argentinische Brigade in Port Stanley ein. Am 1. Mai wurde sie von einem britischen Sea Harrier angegriffen, erlitt jedoch nur geringfügige Schäden.
Nach Abgabe der letzten Ladung an die kleinere Isla de los Estados wurde die Río Carcarañá zum Schutz vor weiteren Luftangriffen in den Süden zum kleinen Ort Port King auf Lafonia verlegt. Dort wurde sie am 16. Mai erneut von Sea Harriern angegriffen, erneut beschädigt und von der Besatzung aufgegeben. Am 23. Mai versenkte ein Sea-Lynx-Hubschrauber der Fregatte Antelope das beschädigte Schiff mit Raketen (51° 59′ S, 60° 3′ W).